# 2012 au Nouveau-Brunswick
Chronologie du Nouveau-Brunswick
- 2008
- 2009
- 2010
- 2011
- 2012
- 2013
- 2014
- 2015
- 2016

Cette page concerne des événements d'actualité qui se sont produits durant l'année 2012 dans la province canadienne du Nouveau-Brunswick.

## Événements
- 1er mars :  l'ancien ministre et ancien député de Fredericton-Fort Nashwaak, Kelly Lamrock se lance dans la course à la chefferie de l'Association libérale[1].
- 23 mars : le village de Perth-Andover subit de graves inondations entrainant l'évacuation de nombreux résidents.
- 25 mars : le chanteur Jean-Marc Couture remporte le grand prix de Star Académie de l'année[2].
- 31 mars : libération de Henk Tepper, un agriculteur de Drummond, emprisonné au Liban depuis mars 2011 après avoir été soupçonné d'avoir exporté des pommes de terre impropres à la consommation en Algérie en 2007[3].
- 14 mai : Gerry Cormier, George Leblanc et Brad Woodside sont réélus respectivement maires de Miramichi, Moncton et Fredericton, Ivan Court est défait par Mel Norton comme maire de Saint-Jean, Yvon Lapierre est élu maire de Dieppe et Jason Godin, âge de 19 ans, est élu maire de Maisonnette et devient le plus jeune maire de l'histoire du Nouveau-Brunswick et du Canada[4] lors des élections municipales
- 16 mai : la ministre de l'énergie et responsable de la condition de la femme et députée de Rothesay Margaret-Ann Blaney annonce qu'elle quitte la vie politique[5].
- 17 mai : Kelly Lamrock se retire de la course à la chefferie de l'association libérale et annonce son appui à l'ancien député de Moncton-Nord et ancien ministre Mike Murphy[6].
- 20 mai : le duc Charles Windsor et la duchesse Camilla Parker Bowles arrivent à Fredericton et visitent le Nouveau-Brunswick à l'occasion de leur tournée canadienne[7].
- 4 juin : l'ancienne députée Margaret-Ann Blaney devient officiellement chef de la direction d'Efficacité Nouveau-Brunswick.
- 15 juin : Valéry Vienneau succède à André Richard comme Archevêque de Moncton.
- 25 juin : le progressiste-conservateur Ted Flemming remporte l’élection partielle de Rothesay avec 38 % des votes contre 31 % pour le libéral John Wilcox, 27 % pour le chef néo-démocrate Dominic Cardy et 1 % pour Sharon Murphy, la représentante du Parti vert du Nouveau-Brunswick ainsi que pour l'indépendante Marjorie MacMurray[8].
- Août : début de la Crise du Homard[9].
- 6 septembre : Paul McIntyre est nommé Sénateur.
- 20 septembre : Le député de Fundy-River Valley Jim Parrott est expulsé du caucus progressiste-conservateur après s'être déclaré contre la dualité linguistique dans le système de santé[10].
- 22 septembre : David Coon est élu chef du Parti vert du Nouveau-Brunswick[11].
- 5 octobre : le député fédéral de Beauséjour Dominic LeBlanc annonce son appui à Justin Trudeau à la chefferie du Parti libéral du Canada[12].
- 17 octobre : le député fédéral conservateur de Fredericton et ministre de Pêches et Océans, Keith Ashfield prendra quelques semaines de congé, car il a subi une crise cardiaque. Gail Shea, députée d'Egmont de l'Île-du-Prince-Édouard assure temporairement son ministère[13].
- 27 octobre : l'avocat Brian Gallant est élu chef de l'Association libérale du Nouveau-Brunswick avec 59 % du vote contre 38 % pour Mike Murphy et 2,7 % pour l'ancien maire de Belledune Nick Duivenvoorden lors de la course à la chefferie du parti à Moncton[14].
- 28 octobre : la chanteuse Lisa LeBlanc est récompense comme Révélation de l'année lors du 34e Gala de l'ADISQ.
- 30 novembre : le transport d'autobus d'Acadian Lines ferme officiellement ses portes. Elle était ouverte depuis 1938.

## Décès
- 20 janvier : Edna Bourque, bénévole.
- 23 mars : Florian Levesque, journaliste, auteur et conteur.
- 26 avril : Clarence Cormier, ministre, député et maire.
- 4 juin : Bernard Jean, avocat, syndicaliste et homme politique
- 6 septembre : Edmond Landry, homme d'affaires et politicien.
- 13 septembre : Claude Picard, peintre.
- 24 septembre : Bruno Bobak, peintre.